# Поклонение волхвов (картина Вероны)
«Поклонение волхвов» (итал. Adorazione dei Magi) — картина итальянского живописца Стефано да Верона. Создана в 1435 году. Хранится в Пинакотеке Брера в Милане (в коллекции с 1818 года).

## Описание
Небольшая доска, точная дата написания которой — 1435 год — позволяет воссоздать творческий путь художника. На ней изображено более тридцати персонажей. Своеобразные серповидные линии, напоминающие позднеготические буквы (так же как и благородный павлин на крыше хижины), точно следуют композиции, как, например, покрывало Мадонны и горностаевая опушка накидки царя, опустившегося на колени.
Прекрасные небольшие эпизоды, которые окружают основную сцену, сельские фантазии — второстепенные сюжеты, разворачивающиеся на фоне царского благородства и роскошной экзотики волхвов и их свиты. Привлекает внимание группа охотников, которая окружена еще взволнованными охотой левретками; или — в глубине композиции — пастухи с маленьким стадом, которое охраняет пес, скалющийся на волка, едва заметного среди скал.
Включение позолоты (нимбы, короны, подарки волхвов, сбруя лошадей) придает живописи некоторую драгоценную материальность, что приближает ее к ювелирному искусству. Но эти драгоценные детали не нарушают взволнованной атмосферы удивления и волнения перед картиной Богоявления.